# Bruno Ogbus
Bruno Ifechukwu Ogbus (* 17. Dezember 2005 in Neunkirch) ist ein schweizerisch-nigerianischer Fussballspieler.

## Karriere

### Verein
Ogbus erlernte das Fussballspielen beim Grasshopper Club Zürich und durchlief dort alle Jugendmannschaften. Im Januar 2022 wechselte er nach Deutschland in die Jugendabteilung des SC Freiburg. Für seinen Verein kam er bis jetzt zu sechs Spielen in der A-Junioren-Bundesliga. Ogbus kam dort auch zu seinem ersten Einsatz im Profibereich in der 3. Liga für die zweite Mannschaft seines Vereins, als er am 4. November 2023, dem 14. Spieltag, bei der 0:2-Auswärtsniederlage gegen Dynamo Dresden in der 74. Spielminute für Pascal Fallmann eingewechselt wurde.
Zur Saison 2024/25 rückte Ogbus in den Kader der ersten Mannschaft von Julian Schuster auf und gab gleich im ersten Pflichtspiel, im DFB-Pokal gegen den VfL Osnabrück, sein Debüt in der ersten Mannschaft. Eine Woche später kam er am 1. Spieltag beim 3:1-Sieg gegen den VfB Stuttgart zu seinem ersten Bundesligaspiel, als er in der 82. Minute für Lukas Kübler eingewechselt wurde. Im Dezember 2024 zog sich Ogbus im Training einen Achillessehnenriss zu.

### Nationalmannschaft
Ab 2022 durchlief Ogbus die Junioren-Nationalmannschaften des SFV, angefangen mit der U17 bis zur U20-Auswahl, für die er bis jetzt insgesamt 21 Spiele bestritt, bei denen ihm ein Tor gelang. Im September 2024 wurde er beim 3:5 gegen Frankreich erstmals in der U20 eingesetzt.

## Erfolge
- Finalist im DFB-Pokal der Junioren 2023/24